# Velešín
Velešínⓘ (niem. Weleschin) − miasto w Czechach, w kraju południowoczeskim. Według danych z 31 grudnia 2007 powierzchnia miasta wynosiła 1 323 ha, a liczba jego mieszkańców 4 039 osób.
W Velešínie urodził się generał dywizji Wojska Polskiego Franciszek Krajowski.

## Demografia
| Rok             | 1970  | 1980  | 1991  | 2001  | 2003  |
| --------------- | ----- | ----- | ----- | ----- | ----- |
| Liczba ludności | 2 103 | 2 956 | 3 509 | 4 027 | 4 023 |

Źródło: Czeski Urząd Statystyczny